# Szerzyny (gmina)
Szerzyny – gmina wiejska w województwie małopolskim, w powiecie tarnowskim. W latach 1975–1998 gmina położona była w województwie tarnowskim, natomiast w latach 1999–2002 należała do powiatu jasielskiego w województwie podkarpackim.
Siedziba władz gminy to Szerzyny.
Według danych z 31 grudnia 2008 gminę zamieszkiwało 8138 osób. Natomiast według danych z 31 grudnia 2017 roku gminę zamieszkiwało 7957 osób.

## Struktura powierzchni
Według danych z roku 2002 gmina Szerzyny ma obszar 82,24 km², w tym:
- użytki rolne: 68%
- użytki leśne: 24%

Gmina stanowi 5,81% powierzchni powiatu.

## Demografia

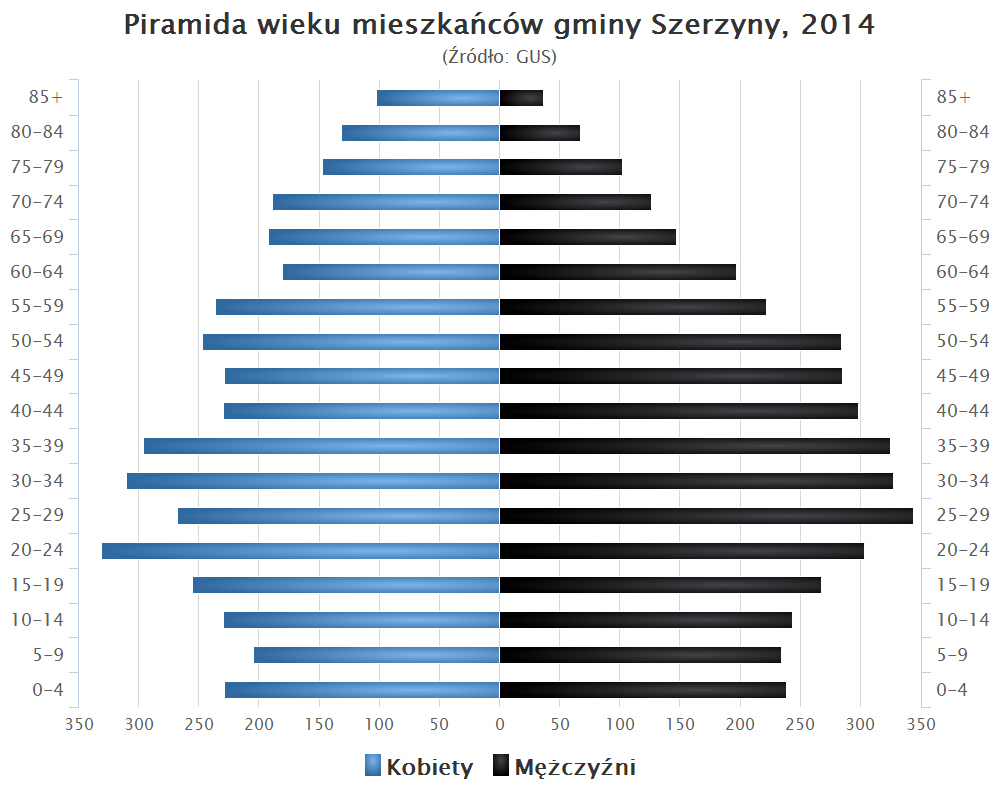
Piramida wieku mieszkańców gminy Szerzyny w 2014 roku

Dane z 31 grudnia 2021:
| Opis                              | Ogółem | Ogółem | Mężczyźni | Mężczyźni | Kobiety | Kobiety |
| --------------------------------- | ------ | ------ | --------- | --------- | ------- | ------- |
| jednostka                         | osób   | %      | osób      | %         | osób    | %       |
| populacja                         | 7811   | 100    | 3874      | 49,6      | 3937    | 50,4    |
| gęstość zaludnienia (mieszk./km²) | 95     | 95     | 49,1      | 49,1      | 49,8    | 49,8    |

## Miejscowości
W skład gminy Szerzyny wchodzi 5 wsi: Czermna, Ołpiny, Swoszowa, Szerzyny, Żurowa.

## Sąsiednie gminy
Biecz, Brzyska, Jodłowa, Ryglice, Rzepiennik Strzyżewski, Skołyszyn, Tuchów